# エレニ・パレオロギナ
エレニ・パレオロギナ（Ἑλένη Παλαιολογίνα, 1428年2月3日 - 1458年4月11日）は、東ローマ帝国・パレオロゴス王朝の皇女の1人。キプロス王、名目上のエルサレム王、キリキア・アルメニア王、アンティオキア公であったジャン2世の2番目の妃となった。娘婿を毒殺したり夫の愛妾の鼻を削ぐなど、残忍な側面を持つ一方、1453年のコンスタンティノープルの陥落後、数多くのギリシア人亡命者をキプロス島に受け入れたり経済的に支援するなど、政治的な行動力をも持ち合わせていた。

## 生涯
東ローマ皇帝ヨハネス8世の次弟であるモレアス専制公テオドロス2世と、その妻でペーザロ領主マラテスタ4世・マラテスタの娘クレオーファの間の一人娘として生まれた。5歳の時に母と死別するが、モレアをラテン人勢力から守るための戦いに忙殺されていた父は、再婚することは無かった。
1442年2月3日にニコシアの聖ソフィア大聖堂において、キプロス王ジャン2世と結婚した。キプロス王国史を叙述した『アマディ年代記（Chronique d'Amadi）』によると、エレニがキプロス島に到着したのは1442年2月2日であり、翌日には婚礼が行われたことになる。花嫁は14歳、花婿は24歳で、夫婦の間には10歳の年齢差があった。ジャン2世は最初の妻のモンフェッラート侯女アメデーアに先立たれており、この結婚は再婚だった。
結婚後まもなく、エレニは夫の愛妾マリエット・ド・パトラの鼻を削ぐことを命じた。マリエットはエレニの輿入れの数年前に、ジャックというジャン2世の落胤の男児を出産していた。その後、ジャックはエレニにとって不倶戴天の敵となり、2人はジャン2世王に対する影響力を競い合うようになる。エレニは、ジャン2世が16歳になったジャックにニコシア大司教の聖職を与えたことに憤慨した。1457年4月1日、ジャックが侍従のヤコポ・ウッリ（Iacopo Urri）を殺害すると、ジャックは大司教職を解任され、島を追われた。しかしジャン2世はジャックを許し、大司教職にも復帰させてやった。
エレニはジャン2世との間に2人の娘をもうけた。
- シャルロット（1444年 - 1487年） - 1456年にポルトガル王子ジョアン・デ・コインブラと結婚、1459年にジュネーヴ伯ルイ・ド・サヴォワと再婚
- クレオーファ（? - 1448年）

エレニが、輿入れに際して連れてきたギリシア人の随員たちを宮廷の役職に就けていったために、キプロス宮廷ではギリシア人の影響力が復活した。この事態はキプロス王国と東ローマ帝国の新たな同盟関係を築くことにつながった。1453年に帝都コンスタンティノープルがトルコ人によって征服されると、エレニは多くの亡命者をキプロス島に受け入れ、また援助した。
エレニはしばしは「夫君よりも強固な性格の持ち主」と評されていた。エレニの王国の政治の実権を握り、国内に正教の信仰やギリシアの文化を広めようとする姿勢は、フランク人の怒りを招いた。しかし王妃エレニの権勢はあまりに強大だったため、反対派は手出しが出来なかった。教皇ピウス2世もまた、彼女が正教の勢力を拡大しようとしていること、陥落目前のコンスタンティノープル・マンガナ地区にあった聖ゲオルギオス修道院に年1万5000ドゥカートもの巨額の寄付をしていたことを、「困難な時期には不適切な寛大さ」を見せている、と批判した。一方、ギリシア系のキプロス人たちは、彼らの利益を図ってくれるエレニの強靭さ、決断力を称賛し、王妃を崇拝した。
1457年、エレニは娘婿のアンティオキア公ジョアンを毒殺した。ジョアンはキプロス国内のカトリック勢力を支援したために、エレニの怒りと復讐心を向けられてしまったのである。また、エレニは娘の夫としてジョアンよりも理想的な条件を備えたジュネーヴ伯ルイ・ド・サヴォワを新たな婿に迎える機会を窺ってもいた。エレニは娘のジュネーヴ伯との再婚話をまとめたが、エレニとジャン2世の国王夫妻はいずれも1458年中に死去したため、1459年に実現したシャルロットとジュネーヴ伯の婚礼を目にすることはなかった。
エレニは1458年4月、夫の庶子ジャックが起こした反乱の最中に、ニコシア城砦において没した。遺骸は聖ドミニク修道院の王家の墓所に安置された。ジャン2世も妻の死の3か月後に亡くなり、国王夫妻の長女シャルロットが王位を継承した。

## 引用
1. 1 2 3 4 5 6 7 8 9 10 11  Cawley, Charles. “Medieval Lands, Cyprus”.   Foundation for Medieval Genealogy,. 2009年6月26日閲覧。
2. ↑  Benjamin Arbel, David Jacoby, Intercultural Contacts in the Medieval Mediterranean, p.45, published by Frank Cass, London, Google Books, retrieved on 19 June 2009
3. ↑  Evangelia Skoufari, Cyprus During the 16th Century: A Frankish Kingdom, a Venetian Colony, and a Multicultural Society, University of Padua, retrieved on 19 June 2009
4. ↑  Women in Power: 1400-1500, www.guide2womenleaders.com/.../womeninpower.1400.htm
5. ↑  Christoforaki, Ioanna. Sainted Ladies and Wicked Harlots: Perceptions of Gender in Medieval Cyprus. Oxford, England: Institute of Archeaology. University of Oxford. p.165
6. 1 2  Women in Power:1400-1500